# Thank Heavens for Dale Evans
Thank Heavens for Dale Evans è l'album discografico di debutto del gruppo musicale country statunitense Dixie Chicks, pubblicato nel 1990. Il disco è stato ripubblicato nel febbraio 1994.

## Tracce
1. The Cowboy Lives Forever – 2:57
2. I Want to Be a Cowboy's Sweetheart – 2:17
3. Thunderheads – 4:17
4. Long Roads – 2:22
5. Who Will Be the Next One – 2:01
6. Brilliancy – 2:16
7. Thank Heavens for Dale Evans – 2:54
8. This Heart of Mine – 2:28
9. Storm Out on the Sea – 3:26
10. West Texas Wind – 3:53
11. Rider – 2:53
12. Green River – 3:16
13. Salty – 2:20
14. Bring It On Home to Me – 1:47

## Formazione
- Robin Lynn Macy – chitarra, voce
- Laura Lynch – basso
- Martie Erwin – violino, viola
- Emily Erwin – banjo